# Das Rad des Glücks
Das Rad des Glücks (Originaltitel: Chakra; Hindi चक्र cakra) ist ein indisches Filmdrama von Rabindra Dharmaraj aus dem Jahr 1981.

## Handlung
Amma floh mit ihrem Ehemann und dem gemeinsamen Baby nach Bombay, nachdem dieser einen Geldverleiher bei dessen Versuch Amma zu vergewaltigen erschlagen hat. Gleich nach der Ankunft in der Stadt wurde Ammas Ehemann erschossen, als er Wellblech für den Bau einer Hütte stahl.
Jahre später lebt Amma mit ihrem herangewachsenen Sohn Benwa in einem Zeltlager-Slum. Benwas Vorbild ist der Kleinkriminelle Looka, der auch mit Amma eine Affäre hat. Wegen eines Bandenraubs in einem Geschäft war Looka von einem Gericht für drei Jahre der Aufenthalt in den Stadtgrenzen untersagt worden. Doch er ignoriert das und kehrt nach kurzer Zeit zurück und nimmt sich Benwas an. Er treibt dessen ausstehenden Lohn beim Händler Seth ein, nimmt ihn in Kneipen mit, stellt der von Benwa angehimmelten Prostituierten Chenna nach und führt ihn ins Bordellviertel ein. Am Abend schlägt Looka vor, dass Benwa mit dem Verkauf von schwarzgebranntem Alkohol Geld verdienen könne, doch Amma ist eher für eine Beschäftigung als Schuhputzer. Nachts kommt unerwartet Ammas eigentlicher Liebhaber, der Fernfahrer Anna, weshalb Looka schnell das gemeinsame Nachtlager verlässt.
Am nächsten Morgen, bereits wieder allein,  wäscht sich Amma – in einer sexuell aufgeladenen Szene – vor den gierigen Augen eines älteren Slumbewohners, das Baby der Slumbewohnerin Lakshmi stirbt und Benwa muss sein Versprechen als Schuhputzer zu arbeiten einlösen. Doch er gerät schnell in Streit mit anderen Schuhputzern und wendet sich wieder der Kleinkriminalität mit seinen Kumpanen zu. Am selben Tag wird Chennas und Nagus Vater bei dem Versuch von einem Lastwagen Getreide zu stehlen von der Polizei mit Lathis erschlagen. Die Bewohner des kleinen Slums ertränken ihre Sorgen am Abend gemeinsam mit einem Saufgelage am Lagerfeuer.
Looka gesteht Benwa, dass Chenna vor Jahren von ihm schwanger gewesen war und auf sein Drängen hin abgetrieben hat. Er bemüht sich für ihn sodann um eine Frau und arrangiert die Ehe mit der jungen Amli. Amma ist von Anna schwanger und freut sich auf das Kind, doch sie wird zum Klatschthema im Slum. Looka wird bei einer Razzia in der Schwarzbrennerei zusammengeschlagen.
Mit Annas Hilfe kann sich Amma eine echte Hütte außerhalb des Slums bauen und Benwa verdient nun Geld als Autoscheibenreiniger. Als im Slum ein Baby im Müll gefunden wird, befragt die Polizei rüde die Bewohner. Chenna und ein geistig Zurückgebliebener werden verhaftet. Benwa heiratet Amli, die bei Amma mit einzieht. Looka war bei der Hochzeitszeremonie anwesend. Abends an Ammas Hütte hält Looka seine Schmerzen nicht mehr aus. Ohne Geld ist er gezwungen, ein Arzneimittelgeschäft auszurauben. Die Polizei verfolgt ihn, doch sie überraschen zunächst die Frischvermählten beim Liebesspiel. Benwa und Looka werden festgenommen. Amma erleidet eine Fehlgeburt.
Ein Bulldozer schiebt die Behausungen des illegalen Slums zusammen und der Film endet mit den emotionsleeren Augen Ammas.

## Hintergrund
Der Film basiert auf dem 1963 veröffentlichten, gleichnamigen Roman des Marathi-Autors Jaywant Dalvi. Er entstand mit finanzieller Unterstützung der National Film Development Corporation.
Einige Aufnahmen, auf denen sich die Darsteller unbemerkt unter Bombays Slumbewohnern und im Bordellviertel bewegen, wurden angeblich mit versteckter Kamera aufgenommen.
Die Liedtexte zur Musik von Hridaynath Mangeshkar schrieb Madhosh Bilgrami. Playbacksänger waren Lata Mangeshkar, Bhupendra Singh, Suresh Wadkar, Ravindra Sathe und Chandrashekhar.

## Auszeichnungen
Filmfare Award 1982
- Filmfare Award/Beste Hauptdarstellerin an Smita Patil
- Filmfare Award/Bester Hauptdarsteller an Naseeruddin Shah
- Filmfare Award/Bestes Szenenbild an Bansi Chandragupta

National Film Awards 1982
- National Film Award/Beste Hauptdarstellerin an Smita Patil

Internationales Filmfestival von Locarno 1981
- Goldener Leopard an Rabindra Dharmaraj
- Prize of the Ecumenical Jury an Rabindra Dharmaraj

## Kritik
„Dharmarajs einziger Spielfilm bietet einen nicht-idealisierten Blick auf Bombays Slumbewohner. Patil lieferte hier eine ihrer besten realistischen Darstellungen.“